# كريس هاليويل
كريس هاليويل (بالإنجليزية: Chris Halliwell)‏ هو شخصية في مسلسل المسحورات قام بآدائها الممثل درو فولر.